# Super Tennis
Super Tennis est un jeu vidéo de tennis sorti sur Super Nintendo en 1992. Développé par le studio Tokyo Sosheki et édité par Nintendo, il est un des premiers jeux au lancement de la console lors de sa sortie en Europe.

## Système de jeu
Le jeu propose trois modes : simple, double et circuit professionnel. Dans ce dernier, le joueur enchaîne des tournois pour monter dans le circuit professionnel. Il est possible de choisir entre une vingtaine de tennismen différents et de définir la surface du terrain : terre battue, gazon ou dur. La manette permet de contrôler le déplacement du joueur et offre un coup différent par bouton. Une deuxième personne peut rejoindre la partie pour jouer le rôle d'adversaire ou de coéquipier. 